# Вудленд (Джорджія)
Вудленд (англ. Woodland) — місто (англ. city) в США, в окрузі Телбот штату Джорджія. Населення — 305 осіб (2020).

## Географія
Вудленд розташований за координатами 32°47′18″ пн. ш. 84°33′40″ зх. д. / 32.78833° пн. ш. 84.56111° зх. д. (32.788217, -84.561221).  За даними Бюро перепису населення США в 2010 році місто мало площу 2,05 км², з яких 2,03 км² — суходіл та 0,01 км² — водойми.

## Демографія
Згідно з переписом 2010 року, у місті мешкало 408 осіб у 168 домогосподарствах у складі 112 родин. Густота населення становила 199 осіб/км².  Було 210 помешкань (103/км²).
Расовий склад населення:
| - 75,2 % — чорних або афроамериканців - 23,3 % — білих - 0,7 % — корінних американців |

До двох чи більше рас належало 0,7 %. Частка іспаномовних становила 0,0 % від усіх жителів.
За віковим діапазоном населення розподілялося таким чином: 20,1 % — особи молодші 18 років, 66,7 % — особи у віці 18—64 років, 13,2 % — особи у віці 65 років та старші. Медіана віку мешканця становила 44,8 року. На 100 осіб жіночої статі у місті припадало 80,5 чоловіків;  на 100 жінок у віці від 18 років та старших — 70,7 чоловіків також старших 18 років.
Середній дохід на одне домашнє господарство  становив 38 690 доларів США (медіана — 26 786), а середній дохід на одну сім'ю — 49 984 долари (медіана — 37 250). Медіана доходів становила 31 354 долари для чоловіків та 23 750 доларів для жінок. За межею бідності перебувало 27,6 % осіб, у тому числі 34,1 % дітей у віці до 18 років та 25,7 % осіб у віці 65 років та старших.
Цивільне працевлаштоване населення становило 141 осіб. Основні галузі зайнятості: виробництво — 30,5 %, фінанси, страхування та нерухомість — 17,7 %, освіта, охорона здоров'я та соціальна допомога — 14,9 %.